# 彼得·古斯塔夫·勒熱納·狄利克雷
約翰·彼得·古斯塔夫·勒热纳·狄利克雷（德語：Johann Peter Gustav Lejeune Dirichlet，發音：[ləˈʒœn diʁiˈkleː]，1805年2月13日—1859年5月5日），德國數學家。他对数论（包括创立解析数论）、傅里叶级数理论和其他数学分析学领域有杰出贡献，并被认为是最早定义现代函数的数学家之一。
他的全姓是勒热纳·狄利克雷（Lejeune Dirichlet），但通常單以狄利克雷（Dirichlet）称呼。

## 生平

### 早年（1805-1822）
狄利克雷生於法蘭西第一帝國治下萊茵河左岸的迪伦，此地在維也納會議後被轉讓給普魯士，其父為郵局局長。其家庭來自比利時的小鎮里什雷特（Richelette，今里谢勒），此乃其姓氏“勒热纳·狄利克雷”（le jeune de Richelette，意即“里什雷特的少年”）的来源，為其祖父故鄉。

### 巴黎修業（1822-1825）
他在德國受教育，後到法國求學，請教許多著名數學家。其首篇論文是費馬大定理 n=5 的情況，這使他立即聲名大噪。這是自費馬本人證明 n=4 情況、歐拉證明 n=3 情況以來，該定理首次取得的實質進展。審稿人之一的阿德里安-瑪麗·勒讓德（Adrien-Marie Legendre）很快完成了對此情況的完整證明；狄利克雷亦在不久之後完成了他自己的證明，而幾年後，他又給出了 n=14 情況的完整證明。 1825年6月，他獲准在法國科學院報告其對 n=5 情況部分證明的成果，對一位年僅20歲、尚無學位的學生而言，這是一項極為罕見的成就。此次在科學院的演講也讓狄利克雷與傅里葉與泊松建立了密切聯繫，兩人激發了他對理論物理的興趣，特別是傅里葉所提出的熱的解析理論。

### 重返普魯士（1825-1828）
由於福雅將軍於1825年11月去世，狄利克雷在法國無法找到合適的職位，不得不返回普魯士。傅里葉與泊松將他介紹給亞歷山大·馮·洪堡，後者當時已被召入普魯士國王腓特烈·威廉三世的宮廷。洪堡計劃將柏林建設為科學與研究的中心，他立即向狄利克雷伸出援手，為他撰寫推薦信致普魯士政府與普魯士科學院。洪堡還爭取到高斯的推薦信；高斯在閱讀他關於費馬定理的論文後，罕見地給予高度讚譽，稱「狄利克雷展現出極優秀的天賦」。
在洪堡與高斯的支持下，狄利克雷獲得布雷斯勞大學的教職。然而，由於他尚未完成博士學位，他便將關於費馬定理的論文提交給波恩大學作為博士論文。再次因不擅拉丁語，他無法舉行規定的拉丁公開答辯；經多方討論後，大學於1827年2月決定特例授予他榮譽博士學位。此外，教育部長也批准他免除大學授課資格考試（habilitation）中要求的拉丁辯論。狄利克雷順利取得資格，並於1827–1828學年在布雷斯勞以私人講師（Privatdozent）身份授課。
在布雷斯勞期間，狄利克雷持續從事數論研究，並發表了關於雙二次互反律的重要成果，此主題當時正是高斯研究的核心領域之一。洪堡利用這些新成果（亦受到弗里德里希·貝塞爾的熱烈讚賞），安排狄利克雷調任柏林。由於狄利克雷當時年僅23歲，洪堡僅為他爭取到柏林普魯士軍事學院的試用職位，名義上仍隸屬布雷斯勞大學。試用期延長三年後，該職位於1831年轉為正式任用。

### 與麗貝卡·門德爾松的婚姻

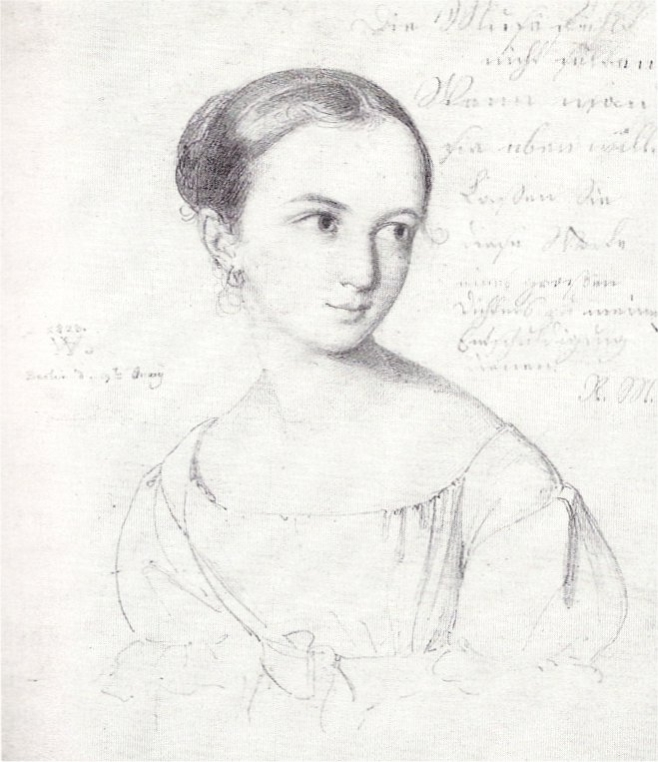
狄利克雷於1832年與麗貝卡·門德爾松結婚，兩人育有兩個孩子：瓦爾特（1833年生）與弗洛拉（1845年生）。畫作由威廉·亨策爾繪於1823年

狄利克雷遷居柏林後，洪堡將他介紹進入銀行家亞伯拉罕·門德爾松·巴托爾第及其家族主辦的沙龍聚會。該家庭住所是柏林藝術家與科學家每週的聚會地點，其中包括亞伯拉罕的子女——傑出的音樂家費利克斯·門德爾松與范妮·門德爾松，以及畫家威廉·亨策爾（范妮的丈夫）。狄利克雷對亞伯拉罕的女兒麗貝卡表現出極大興趣，並於1832年與她結婚。
麗貝卡·亨麗埃塔·勒讓·狄利克雷（婚前姓氏名為丽贝卡·门德尔松，1811年4月11日－1858年12月1日）是摩西·門德爾松的孫女，也是費利克斯·門德爾松與范妮·門德爾松最年幼的妹妹。 麗貝卡出生於漢堡。 1816年，其父母為她安排了受洗，當時她改名為麗貝卡·亨麗埃塔·門德爾松·巴托爾第（Rebecka Henriette Mendelssohn Bartholdy）。 她成為父母——亞伯拉罕·門德爾松與其妻莉亞（Lea）——主辦之著名沙龍聚會的一員，與當時德國知識界黃金時期的重要音樂家、藝術家與科學家交往密切。1829年，她曾在門德爾松家中演出的費利克斯·門德爾松輕歌劇《異鄉歸來》（Die Heimkehr aus der Fremde）中擔任一個小角色。她後來寫道：
我的哥哥與姊姊奪走了我作為藝術家的聲譽。在其他家庭裡，我或許會被高度評價為音樂家，甚至成為一個團體的領導者。但在費利克斯與范妮面前，我無法奢望得到任何認可。 
1832年，她與狄利克雷結婚，兩人是由亞歷山大·馮·洪堡介紹給門德爾松家族認識的。 次年，長子瓦爾特誕生。麗貝卡於1858年卒於哥廷根。

### 柏林時期（1826-1855）
狄利克雷一到柏林，便立即申請在柏林洪堡大學講學，教育部長批准了他的調動，並於1831年將他指派至哲學系任教。系方要求他重新完成大學授課資格考試（habilitation），雖然狄利克雷依規定撰寫了《授課資格論文》（Habilitationsschrift），但他將強制性的拉丁語公開講演推遲了整整20年，直到1851年才舉行。由於他遲遲未完成該正式程序，他在系內的地位始終不具完全權利，薪資待遇也受限，被迫同時保留軍事學院的教學職位。1832年，年僅27歲的狄利克雷當選為普魯士科學院院士，是當時最年輕的成員。
狄利克雷講課清晰、條理明確，深受學生喜愛。他也很享受教學工作，特別是在大學中，他的課程多半涵蓋他正從事研究的高階主題，如數論（他是第一位開設數論課程的德國教授）、分析學與數學物理學。他指導了數位重要德國數學家的博士論文，包括哥特霍爾德·艾森斯坦、利奥波德·克罗内克、魯道夫·利普希茨與卡爾·威廉·博爾查特，並對許多其他科學家的數學養成產生深遠影響，例如埃爾溫·布魯諾·克里斯托費爾、威廉·愛德華·韋伯、愛德華·海訥、路德維希·馮·塞德爾與朱利葉斯·溫加滕等。在軍事學院，他設法將微分與積分學納入教學課程，大幅提升該校科學教育水準。不過，隨著時間推移，他逐漸覺得雙重教學負擔影響了他進行研究的時間。
在柏林期間，狄利克雷持續與其他數學家保持聯繫。1829年，他出行途中認識了卡爾·雅可比，當時任教於柯尼斯堡大學的數學教授。多年來兩人持續通信與會面，最終成為親密的朋友。1839年，狄利克雷造訪巴黎時認識了約瑟夫·李維爾，兩人也成為好友，後來雙方家庭甚至互訪。1839年，雅可比將一篇出自恩斯特·庫默爾（當時僅為中學教師）的論文轉交給狄利克雷。兩人意識到庫默爾的潛力，協助他當選為柏林科學院院士，並於1842年為他在布雷斯勞大學爭取到一個正教授職位。1840年，庫默爾與麗貝卡的表親奧蒂莉·門德爾松結婚。
1843年，當雅可比病倒時，狄利克雷親赴柯尼斯堡照料，並請求普魯士國王腓特烈·威廉四世的御醫提供治療。當御醫建議雅可比前往義大利療養時，狄利克雷與家人同行相伴。他們此行還有路德維希·施萊夫利同行，作為翻譯；由於施萊夫利對數學興趣濃厚，狄利克雷與雅可比在旅途中為他授課，後來他也成為一位重要數學家。 狄利克雷一家在義大利停留至1845年，女兒弗洛拉即出生於當地。1844年，雅可比以王室津貼身份移居柏林，兩人友誼更加深厚。1846年當海德堡大學試圖延攬狄利克雷時，雅可比協助洪堡爭取到柏林大學為他加薪一倍以挽留他；然而即便如此，他仍未獲得正教授待遇，也無法離開軍事學院。
狄利克雷擁有自由主義思想，他與家人支持1848年德國革命，他甚至曾親自持槍守衛普魯士親王的宮殿。革命失敗後，軍事學院一度關閉，導致他失去大筆收入。學院重開後，校內氣氛對他更加不利，因為軍官們被要求效忠現政權，而他作為革命支持者身份引起疑慮。部分未支持革命的媒體將他、雅可比及其他自由派教授指為「紅色職員陣營」。
1849年，狄利克雷與好友雅可比一同參加了高斯博士學位的榮譽紀念活動。

### 哥廷根時期（1855-1859）
儘管狄利克雷擁有卓越的專業能力與諸多榮譽，即便在1851年時，他已完成晉升正教授的所有正式要求，但有關提升他在大學的薪資待遇問題仍持續拖延，他也依然無法離開軍事學院。1855年，高斯逝世後，哥廷根大學決定聘請狄利克雷接替其職位。考量到在柏林所遭遇的種種困難，狄利克雷決定接受此聘任，並立即與家人遷往哥廷根。恩斯特·庫默爾隨後接替他在柏林的數學教授職位。
狄利克雷在哥廷根的日子過得頗為愉快，因为轻松的课程教学任务让他有更多的时间进行数学研究，他和继续和新一代的研究者们建立联系，比如理查德·戴德金和伯恩哈德·黎曼。他帮黎曼申请到了一些年金使他留在哥廷根教学。戴德金、黎曼、康托尔和阿尔弗雷德·恩內珀经常在狄利克雷组织下讨论数学。戴德金从中体会到了自己所受数学教育的不足，他认为和狄利克雷一起研究的过程让他自己“重生”。 他後來編輯並出版了狄利克雷的講義與其他有關數論的成果，書名為《數論講義》。
1858年夏天，在前往蒙特勒旅行时，狄利克雷心脏病发作。1859年5月5日，在妻子去世几个月后，狄利克雷在哥廷根去世。
勒熱納·狄利克雷逝後，其朋友且學生數學家戴德金將其數論的講述和其他結果整理、編輯，出版於《数论讲义》（Vorlesungen über Zahlentheorie）